# Rab šaqē
El rab šaqē fou un càrrec de la cort hitita, testimoniat a Kanesh. Malgrat que literalment significava 'cap dels prínceps', en termes funcionals equivalia a «coper». Era un càrrec civil de la cort, que exercia probablement un membre de la família reial.